# Gaertnera vaginans
Gaertnera vaginans là một loài thực vật có hoa trong họ Thiến thảo. Loài này được (DC.) Merr. mô tả khoa học đầu tiên năm 1921.